# Sint-Apolloniakapel (Aubel)

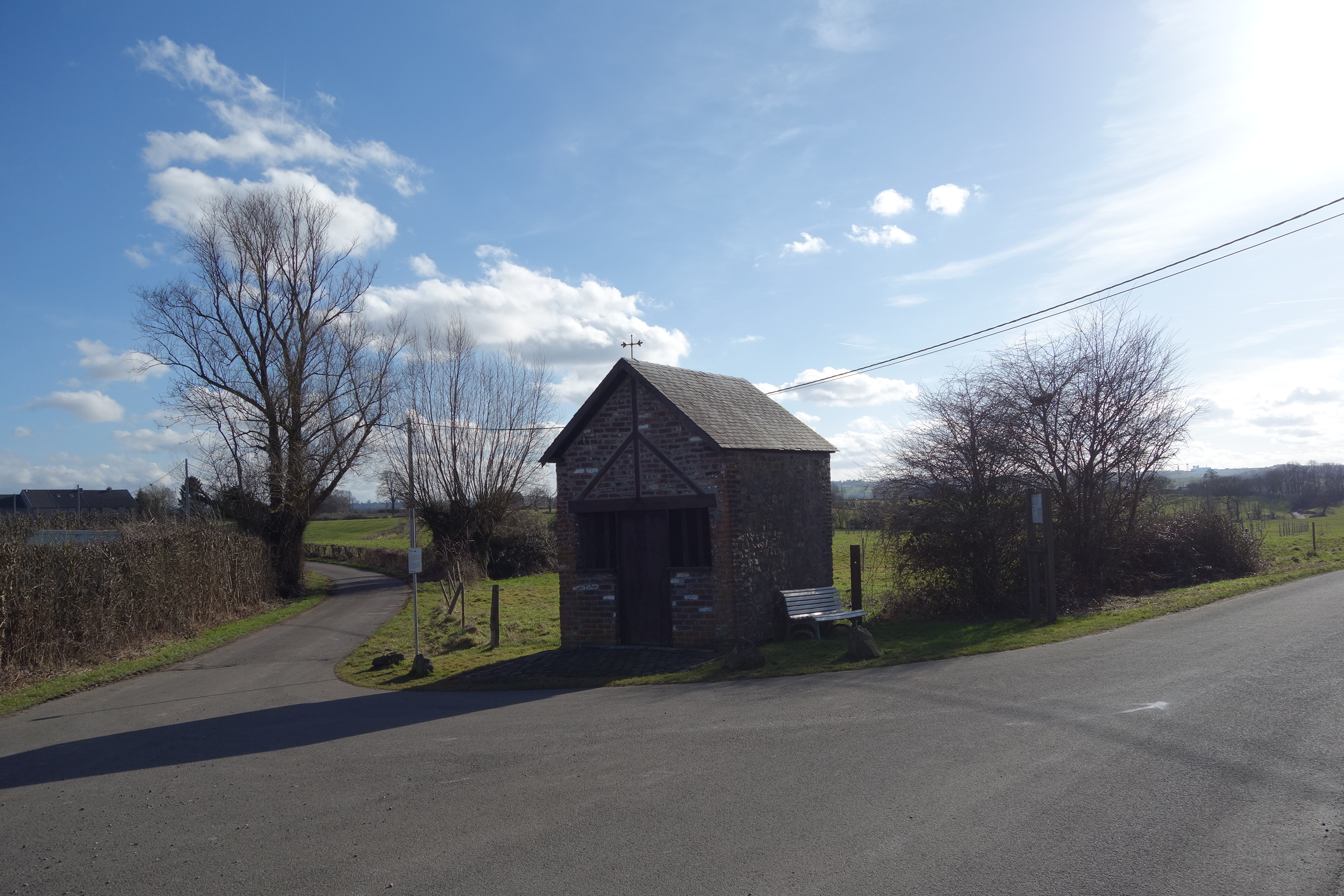
De Sint-Apolloniakapel

De Sint-Apolloniakapel (Frans: Chapelle Sainte-Apolline) is een betreedbare veldkapel in de Belgische gemeente Aubel, gelegen op de splitsing van Dommelraedt en Crutzstraat.
Deze aan Apollonia van Alexandrië gewijde kapel heeft een rechthoekige plattegrond en is opgetrokken in zandsteenblokken, terwijl de hoeken met baksteen versterkt zijn. De kapel stamt vermoedelijk uit de 18e eeuw en is (2018) in slechte staat.
In de kapel vindt men een hoog kruisbeeld, dat vroeger geflankeerd werd door twee 17e-eeuwse beelden in gepolychromeerd hout, en wel een Sint-Apollonia en een Sint-Lucia.

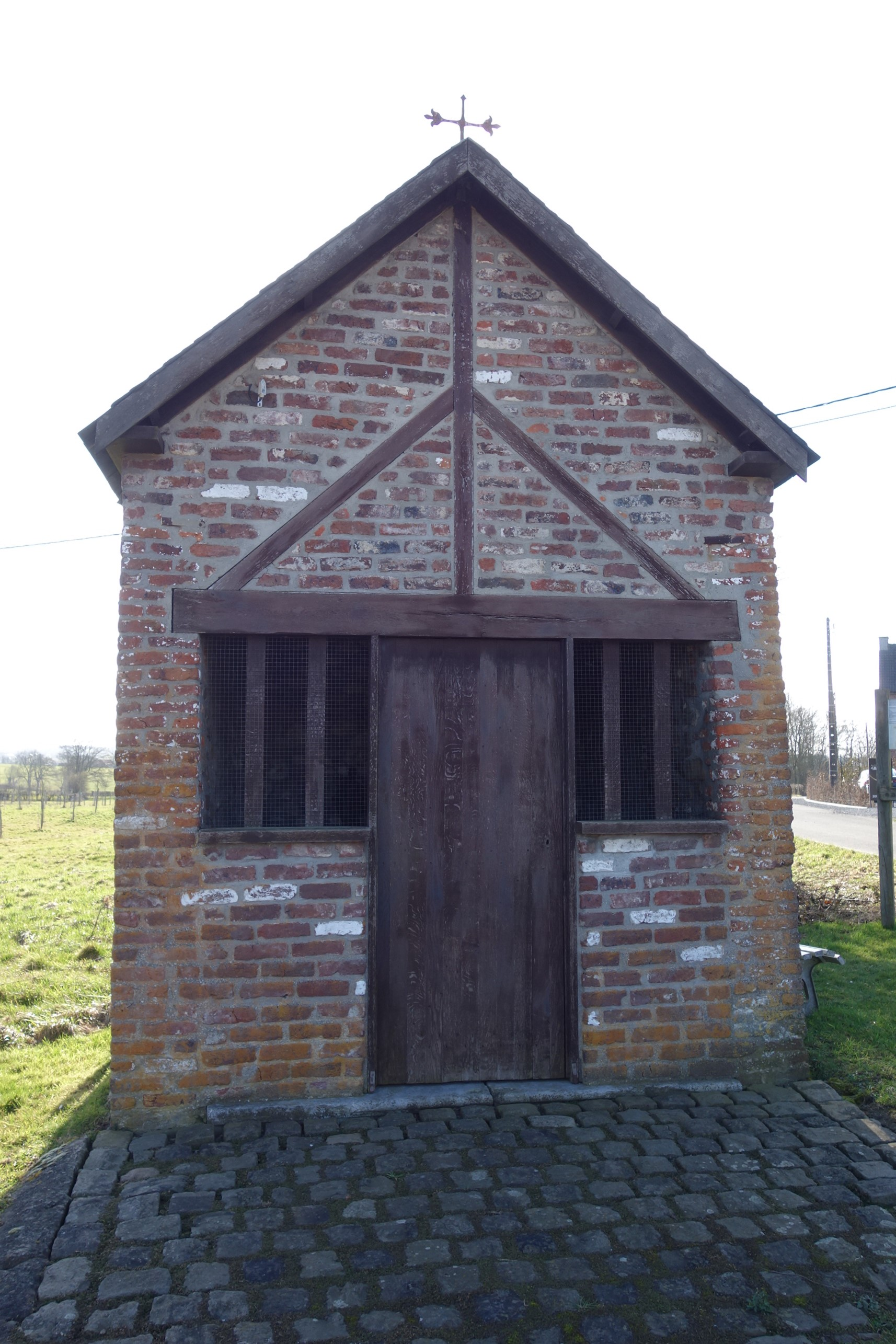
Voorkant van de kapel
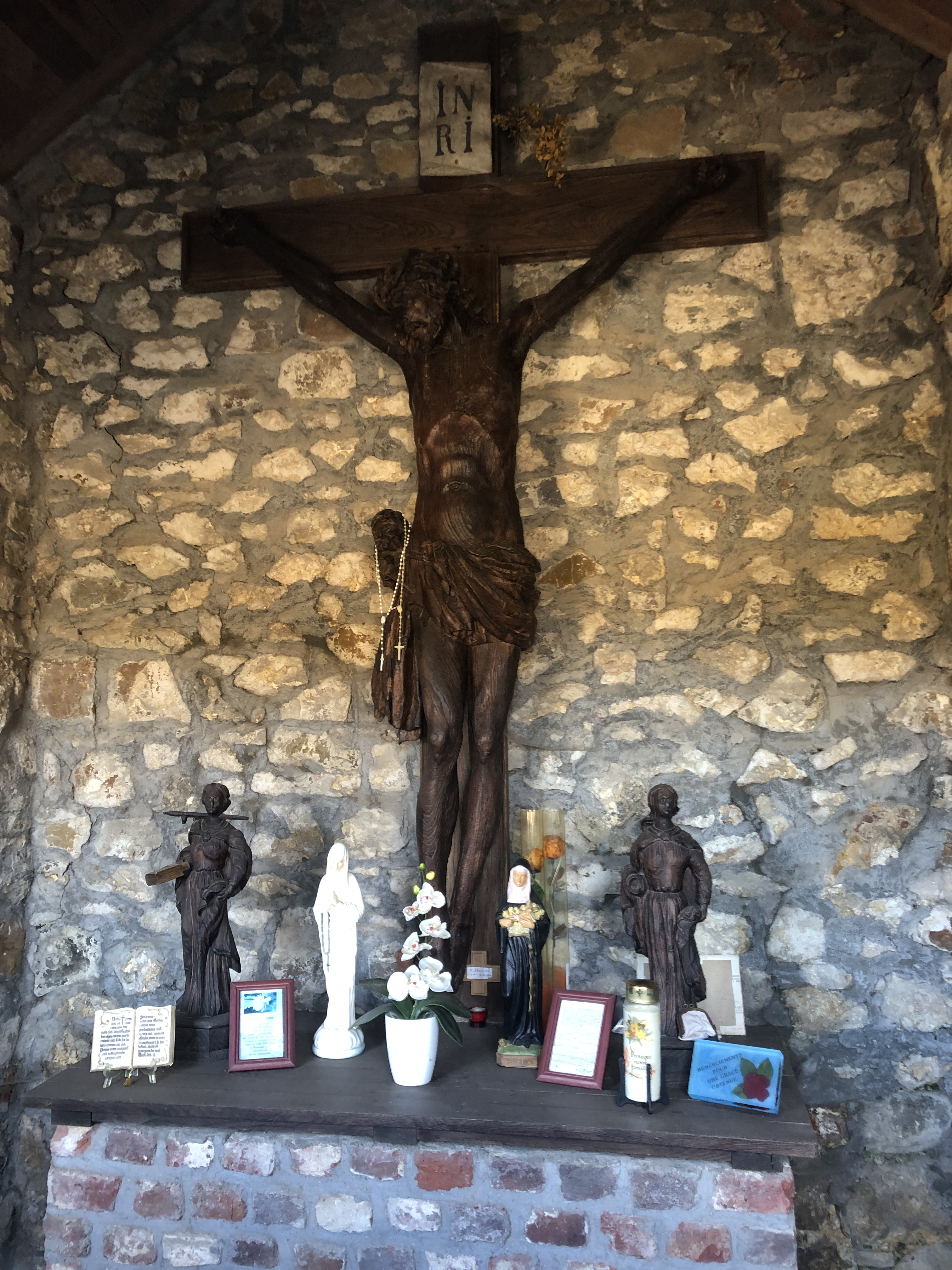
Interieur van de kapel